# Comté de Huntingdon (États-Unis)
Pour les articles homonymes, voir Comté de Huntingdon.
Le comté de Huntingdon (anglais : Huntingdon County) est un comté situé dans l'État de Pennsylvanie aux États-Unis. Le siège du comté est Huntingdon. Au recensement de 2020, sa population est de 44 092 habitants. Il est nommé en hommage à Selina Hastings, comtesse de Huntingdon. 

## Géographie
Le comté a une superficie de 2 303 km2, dont 2 264 km2 de terres. 

### Comtés adjacents
- Comté de Centre (nord)
- Comté de Mifflin (est)
- Comté de Juniata (est)
- Comté de Franklin (sud-est)
- Comté de Fulton (sud)
- Comté de Bedford (sud-ouest)
- Comté de Blair (ouest)

## Démographie
| Groupe            | Comté de Huntingdon | Pennsylvanie | États-Unis |
| ----------------- | ------------------- | ------------ | ---------- |
| Blancs            | 89,4                | 73,5         | 58         |
| Latino-Américains | 2                   | 8,1          | 19         |
| Afro-Américains   | 5,1                 | 10,5         | 12,1       |
| Asiatiques        | 0,5                 | 3,4          | 6,2        |
| Métis             | 2,7                 | 3,3          | 4,1        |
| Autres            | 0,2                 | 0,4          | 0,5        |
| Amérindiens       | 0,1                 | 0,1          | 0,9        |
| Océano-américains | 0,02                | 0,02         | 0,2        |
| Total             | 100                 | 100          | 100        |